# Aanslag op de USS Cole op 12 oktober 2000
De aanslag op de USS Cole  was een zelfmoordaanslag op het Amerikaanse marineschip USS Cole (DDG-67) op 12 oktober 2000 in de haven van Aden in Jemen waarbij zeventien Amerikanen het leven verloren. De aanslag werd gepleegd door de terreurgroep Al-Qaeda.
Een gelijksoortige aanval op de USS The Sullivans op 3 januari 2000 was eerder mislukt. Dit Amerikaanse marineschip lag toen ook in de haven van Aden, maar het bootje dat het schip had moeten treffen was te vol geladen met explosieven en zonk. Kort na deze mislukte poging was de top van Al-Qaeda bijeen in Kuala Lumpur. Bij deze bijeenkomst was ook Khalid al-Mihdhar aanwezig, die ruim een jaar later op 11 september 2001 om het leven kwam als een van de vliegtuigkapers van American Airlines-vlucht 77 die neerstortte op het Pentagon.

## Verloop
Op de ochtend van 12 oktober 2000 lag de torpedobootjager USS Cole, onder het commando van Kirk Lipold, in de haven van Aden om dieselolie te laden. Kort na elf uur naderde een klein bootje het schip en blies zich vervolgens op. Aan boord was voor 200 tot 300 kilo aan explosieven. De explosie veroorzaakte een gat in de romp van de USS Cole ter hoogte van de kombuis. Daar stond net een grote groep zeelieden te wachten op de lunch. Zeventien van hen verloren het leven en negenendertig raakten gewond. Het was de dodelijkste aanval op een Amerikaans schip sinds 17 mei 1987 toen Irak per ongeluk de USS Stark aanviel. 
De aanslag werd opgeëist door Al-Qaeda. In juni 2001 verscheen er een video waarin Osama bin Laden opschepte over de aanslag en anderen opriep hetzelfde te doen.

## Nasleep
Volgens de Jemenitische premier Abdul Karim al-Iryani was Khalid al-Mihdhar op het moment van de aanslag in het land. Hij werd gezien als een van de hoofdverantwoordelijken. Andere hoofdverdachten waren Abd al-Rahim al-Nashiri, Jamal Mohammad Ahmad Al Badawi, Fahd al-Quso, Abdul Mun'im Salim al-Fatahani en Tawfiq bin Attash. Al-Nashiri en Bin Attash zitten vast op Guantanamo Bay, terwijl Al-Quso in januari 2012 gedood werd door een Amerikaans onbemand vliegtuig. Al Badawi werd in 2002 gevangengenomen door de Jemenitische overheid en ter dood veroordeeld. In 2006 wist hij echter met zeventien anderen uit de gevangenis te ontsnappen door een tunnel te graven. Begin 2019 werd bekendgemaakt dat hij was omgekomen bij een Amerikaanse luchtaanval.
Door een Amerikaanse rechter werd Soedan in maart 2007 ook veroordeeld tot het betalen van een schadevergoeding van dertien miljoen dollar aan de nabestaanden van de omgekomen militairen. Volgens de rechter had de aanslag niet plaats kunnen vinden zonder de steun van Soedanese overheidsfunctionarissen. Het bedrag werd uitgekeerd uit bevroren Soedanese tegoeden.